# پاول لونگین

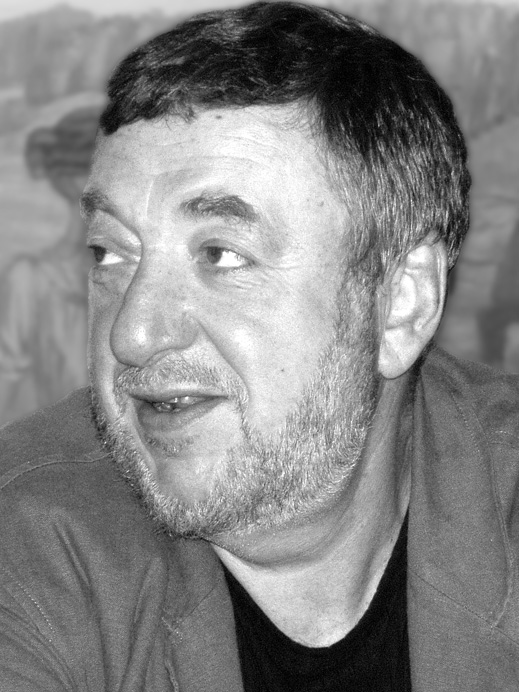
نگارهٔ پاول لونگین، کارگردان اهل روسیه - ۲۰۰۸

پاول لونگین (روسی: Па́вел Семёнович Лунги́н) (۱۲ ژوئیه ۱۹۴۹) کارگردان فیلم اهل روسیه است.